# Гребля Ваді-Тавіяін
Гребля Ваді-Тавіяін (Tawiyaeen, Tuwiyain, Taween) – інженерна споруда на північному сході Об’єднаних Арабських Еміратів, у еміраті Рас-ель-Хайма.
Гребля, яку ввели в дію у 1991 році, виконує функції живлення водоносних горизонтів (затримання на певний час води епізодичних дощів дозволяє забезпечити Її максимальне всотування у алювіальні породи русла) та захисту від повеней. Можливо відзначити, що прямо в долині ваді нижче від греблі розташовані численні каменоломні.
Гребля виконана як кам’яно-накидна споруда висотою до 23,5 метра та довжиною 342 метра. 
Гребля може утримувати тимчасове водосховище об’ємом 18,5 млн м3, при цьому максимальна площа його  поверхні становить 3,42 (за іншими даними – 3,75) км2. Площа водозбірного басейну вище від споруди 190 км2.